# Tanz-Turnier-Club Erlangen
Der Tanz-Turnier-Club Erlangen e. V. (TTC Erlangen) ist ein Tanzsportverein aus Erlangen. Er gehört zu den größten Tanzsportvereinen in Bayern und kann auf zahlreiche nationale und auch internationale Erfolge seiner Paare zurückblicken. Der TTC Erlangen ist Mitglied im Landestanzsportverband Bayern (LTVB) und im Deutschen Tanzsportverband (DTV) sowie im Bayerischen Landes-Sportverband (BLSV).

## Geschichte
Der Verein wurde am 28. September 1949 gegründet. Achtzehn Jahre später richtete der Verein 1967 zur 600-Jahr-Feier der Stadt Erlangen die Deutschen Meisterschaften der Senioren aus. Die Vereinsmitglieder Hilde und Herbert Lemnitz wurden nach mehreren Vizemeistertiteln erstmals Deutscher Meister. Für seine vorbildliche und erfolgreiche Jugendarbeit erhielt der Verein 1979 von der Dresdner Bank, beraten durch den Deutschen Olympischen Sportbund, als erster Tanzsportverein das Grüne Band verliehen für vorbildliche Talentförderung im Verein. Eines der am meisten beachteten Turniere, die der Tanz-Turnier-Club bislang ausgerichtet hat, war das DSF Tanzbonbon 1992. Paare aus aller Welt kamen, um ihre Leistungen in der Heinrich-Lades-Halle in Erlangen zu messen und die Veranstaltung wurde im DSF deutschlandweit ausgestrahlt. Der Tanz-Turnier-Club Erlangen wurde 2005 mit der Ausrichtung des Deutschland-Pokals der Hauptgruppe II S Standard und des Deutschland-Cups der Hauptgruppe A Latein (den sogenannten „inoffiziellen Deutschen Meisterschaften“) betraut. An der an zwei Tagen in der Regnitz-Arena in Hirschaid ausgetragenen Veranstaltung nahmen insgesamt über 150 Paare teil. Zusammen mit der Tanzschule Fun4Dance Ltd. Erlangen richtete der Tanz-Turnier-Club Erlangen 2007 die süddeutsche Meisterschaft im Disco-Fox aus. Im Jubiläumsjahr 2009 wurde im Rahmen eines großen Balls in der Heinrich-Lades-Halle in Erlangen das Turnier um den Wilhelminen-Pokal ausgetragen. Der Pokal ging an die damals amtierenden Deutschen Meister und Vize-Weltmeister Benedetto Ferruggia und Claudia Köhler, die kurz darauf am 24. Juli 2009 Zweite bei den World-Games in Kaohsiung, Taiwan und am 28. November 2009 in Aarhus, Dänemark Weltmeister wurden.

## Sportangebot
Das Sportangebot des TTC Erlangen richtet sich an alle Altersklassen und umfasst neben dem Leistungssport in den Standard- und lateinamerikanischen Tänzen auch das Hobbytanzen (Breitensport), sowie HipHop und Breakdance.
Unter anderen unterrichten beim TTC Erlangen:
- Christian Polanc (Deutscher Vizemeister 2004 und 2005 S-Latein, mit Susan Sideropoulos Gewinner der 2. Staffel, mit Maite Kelly Gewinner der 4. Staffel und mit Sıla Şahin Zweiter der 6. Staffel von Let’s Dance)
- Oksana Nikiforova (mit Franco Formica Amateur-Weltmeisterin der Lateinamerikanischen Tänze 2002, 2003, 2004)
- Michael Sörensen und Miriam Blume (5. Platz bei den Deutschen Meisterschaften der Professionals Standard 2008, 1. Platz beim Turnier Professional Standard Holland Masters 2009 in Papendal Niederlande)

## Clubheim
1989 wurde das neue Clubheim eröffnet, dass mit zwei Sälen mit insgesamt über 320 m² Tanzfläche und einem Aufenthaltsraum optimale Trainingsbedingungen bietet.

## Erfolge

### Weltmeisterschaften
- 1997 Alexander und Christina Hegel (5. Platz, Jun. Latein, 12. April 1997, Maribor/Slowenien)

### Deutsche Meister
- 1967 Herbert und Hilde Lemnitz (Sen. Standard, 9. Oktober 1967, Erlangen)
- 1997 Alexander und Christina Hegel (Jun. Latein, 8. März 1997, Aachen)

### Deutsche Vizemeister
- 1965 Herbert und Hilde Lemnitz (Sen. Standard, 9. Oktober 1965, Frankfurt)
- 1966 Herbert und Hilde Lemnitz (Sen. Standard, 15. Oktober 1966, Köln)
- 1968 Herbert und Hilde Lemnitz (Sen. Standard, 26. Oktober 1968, Köln)
- 1994 Alexander und Christina Hegel (Sch. Standard, 15. Oktober 1994, Schwedt/Oder)

### Finale Deutsche Meisterschaften
- 1969 Herbert und Hilde Lemnitz (3. Platz, Sen. Standard, 10. Oktober 1969, Braunschweig)
- 1970 Herbert und Hilde Lemnitz (6. Platz, Sen. Standard, 24. Oktober 1970, Berlin)
- 1974 Martin Kestel/Petra Rabe (6. Platz, Jug. Mix, 18. Mai 1974, Erlangen)
- 1984 Kurt und Sabine Rupprecht, (6. Platz, Allround, 5. Mai 1984, Gelsenkirchen)
- 1985 Jörg Scheithauer/Erika Vorndran (6. Platz, Jug. Standard, 26. Oktober 1985)
- 1986 Thilo Scheithauer/Ute Grabner (3. Platz, Jug. Standard, 5. Oktober 1986, Düsseldorf)
- 1987 Thilo Scheithauer/Ute Grabner (5. Platz, Jug. Standard, 24. Oktober 1987, Vellmar)
- 1987 Thilo Scheithauer/Ute Grabner (6. Platz, Jug. Latein, 21. März 1987, Erlangen)
- 1989 Jörg Vorndran/Ilka Wiesinger (3. Platz, Jun. Standard, 28. Oktober 1989, Herford)
- 1989 Jörg Vorndran/Ilka Wiesinger (5. Platz, Jun. Latein, 28. Oktober 1989, Dorsten)
- 1992 Alexander und Christine Hegel (5. Platz, Sch. Latein, 14. März 1992, Darmstadt)
- 1994 Alexander und Christina Hegel (5. Platz, Sch. Latein, 12. März 1994, Ludwigsburg)
- 1995 Oliver und Tatjana Troska (5. Platz, Jun. Standard, 28. Oktober 1995, Hamburg)
- 1995 Michael Pietsch/Nadine Alter (4. Platz, Sch. Latein, 11. März 1995, Saarbrücken)
- 1996 Alexander und Christina Hegel (4. Platz, Jun. Latein, 23. März 1996, Glinde)
- 1997 Mario Kral/Susanne Leipold (6. Platz, Hgr. Kombination, 3. Mai 1997, Neustadt a.d.W.)
- 1998 Harald und Anja Dormann (4. Platz, Sen I S Latein, 11. April 1998, Berlin)
- 1999 Harald und Anja Dormann (5. Platz, Sen I S Latein, 17. April 1999, Tübingen)
- 1999 Michael Pietsch/Nadine Alter (5. Platz, Jug. A Latein, 20. März 1999, Erlangen)
- 2001 Marc Scheithauer/Kerstin Stettner (6. Platz, Hgr. S Standard, 3. November 2001, Frankfurt)
- 2001 Harald und Anja Dormann (5. Platz, Sen. I S Latein, 9. Juni 2001, Berlin)
- 2003 Harald und Anja Dormann (6. Platz, Sen. I S Latein, 31. März 2003, Nürnberg)